# Юсуф ибн Али ас-Санхаджи
Юсуф ибн Али ас-Санхаджи (Сиди Юсеф бен Али; араб. يوسف بن علي الصنهاجي‎) — праведник, живший в Марракеше в VI веке по хиджре, впоследствии почитавшийся как один из Семерых святых и кутбов этого города. По происхождению Юсуф ибн Али был арабом из Йемена, родился в Марракеше (совр. Марокко). В юности заболел проказой. Из-за этого до самой смерти не покидал родной город. Обучался у известного шейха Абу Усфура (ум. в 1187), который в свою очередь был учеником Абу Йазы (ум. в 1176). Юсуф ибн Али умер в 1197 году и был похоронен снаружи ворот Агмат (ar), возле рабиты Эль-Гар. Вскоре над могилой был возведён мавзолей, который стал местом паломничества к «святому».